# Victor Meignan
Victor-Edmond Meignan (Paris, 11 novembre 1846 - Paris, 19 mai 1938) est un voyageur et écrivain français.

## Biographie
Avant de partir pour une traversée, en plein hiver, de la Sibérie, Victor Meignan parcourt l'Égypte et la Nubie en plein été. Il part ainsi de Paris le 25 octobre 1873 et obtient à Saint-Pétersbourg les laissez-passer obligatoires. Il passe par Moscou et arrive à Nijni-Novgorod le 15 décembre où il quitte le train.
Avec un fort équipement, il gagne Kazan puis Perm (26 décembre), franchit l'Oural le 30 décembre, visite Ekaterinbourg et Tioumen, se perd dans les steppes avant de joindre Omsk qu'il quitte le 17 janvier 1874 par une température de -50 °C. 
Il arrive ensuite à Tomsk, traverse la taïga, entre à Krasnoiarsk, remonte l'Angara jusqu'à Irkoutsk où il demeure six semaines et commence le 20 mars la traversée du lac Baïkal jusqu'à Verchni-Oudinsk où il emprunte le tarantass qui le mène à Kiakhta.
Pour visiter la Mongolie, il rejoint une caravane russe. Il passe alors à Ourga qu'il quitte le 8 avril, traverse le désert de Gobi en dix-huit jours et voit la Grande Muraille et Kalgan le 29 avril. A Pékin, à la légation de France, il rencontre Stanislas Benoist-Méchin et ses compagnons, de retour d'une grande expédition de l'Asie du sud au nord, et qui viennent d'arriver le même jour !
Meignan quitte Pékin le 18 mai et visite encore Tien-Tsin et Shanghai. Il rentre en France par Yokohama, San Francisco et New York.

## Œuvres
- Après bien d'autres : souvenirs de la Haute-Égypte, Loohes, 1873
- De Paris à Pékin par terre, Sibérie, Mongolie, Plon, 1876
- Aux Antilles, Plon, 1878 (lire en ligne)
- Le comte Kappyani, récit hongrois, Plon, 1881
- Pauvre Islande, Kolb, 1889
- Conseils, Plon, 1896